# Григориадис, Пётр Павлович
Пётр Павлович Григориа́дис (1904—1975) — советский инженер ж/д транспорта, лауреат Сталинской премии (1942).

## Биография
Родился 16 июня 1904 года в селе Аха-хлык (ныне Грузия).
С 1921 года работал в различных организациях.
С 1931 года на железнодорожном транспорте: техник, инженер, начальник службы сигнализации и связи Азербайджанской, затем Закавказской и Казанской железных дорог.
В 1940 году окончил Всесоюзную академию ж.-д. транспорта имени Сталина.
В 1940—1942 годах начальник Московского филиала ВНИИЖТ. В 1942—1946 годах  заместитель начальника 8 отдела Главного управления военно-восстановительных работ, подполковник.
В 1953—1954 годах управляющий трестом «Трансэлектромонтаж».
С 1954 по 1972 год управляющий трестом «Транссигналстрой».
Под его руководством был выполнен большой объем работ по СЦБ, связанных с электрификацией железных дорог Иркутск—Черемхово, Харьков— Славянск, Туапсе—Сочи, а также новых железнодорожных линий Тайшет—Лена, Абакан—Тайшет, Актогай—Госграница, Гурьев—Астрахань.

## Признание
- Сталинская премия третьей степени (10 апреля 1942) — за изобретение упрощённой системы автоблокировки на железных дорогах
- заслуженный строитель РСФСР
- орден Красной Звезды (11 июня 1945)
- орден «Знак Почёта» (29 июля 1945)
- орден Трудового Красного Знамени (1961)
- Почётный железнодорожник.
- медали